# Nangra
Nangra (Нангра) — рід риб з підродини Sisorinae родини Sisoridae ряду сомоподібні. Має 5 видів.

## Опис
Загальна довжина представників цього роду коливається від 3,5 до 10 см. Голова подовжена, трохи сплощена зверху. Морда витягнута. Очі відносно великі, розташовані поверх голови. Є 4 пари вусів, які доходять до основи черевних плавців, і є одним з найдовших серед сомів цієї родини. Мембрана на верхній щелепі добре розвинена. Рот помірно широкий, зуби присутні на обох щелепах, на нижній вони дрібні, мають конічну форму. Зяброві отвори не доходять до перешийка голови і тулуба. Останній доволі кремезний, хвостове стебло витягнуте і струнке. Скелет складає 34-37 хребців. Спинний та грудні плавці мають гладенькі шипи. Спинний плавець широкий, високий, має 6-9 м'яких променів. Грудні плавці видовжені. Жировий плавець невеличкий, округлий. Анальний плавець широкий, має 10-15 променів. Хвостовий плавець практично повністю розрізано, його лопаті помірно довгі та загострені на кінцях.
Верхня частина темно-коричневе або чорна, нижня — срібляста, кремова, бежева.

## Спосіб життя
Це демерсальні та бентопелагічні риби. Воліють до прісних вод. Зустрічаються у верхніх ділянках річок. Утворюють невеличкі косяки. Активні переважно у сутінках та вночі. Живляться водоростями, детритом.

## Розповсюдження
Мешкають у водоймах Пакистану, Індії, Бангладеш і Непалу — в басейні річок Інд, Ганг, Менґха, Брахмапутра.

## Види
- Nangra assamensis
- Nangra bucculenta
- Nangra nangra
- Nangra ornata
- Nangra robusta